# گروهان هفتم در زیر نور ماه
گروهان هفتم در زیر نور ماه (فرانسوی: La Septième Compagnie au clair de lune‎) یک فیلم کمدی فرانسوی محصول سال ۱۹۷۷ به کارگردانی روبر لامورو است.